# Uroleucon clydesmithi
Uroleucon clydesmithi är en insektsart som beskrevs av Robinson 1986. Uroleucon clydesmithi ingår i släktet Uroleucon och familjen långrörsbladlöss. Inga underarter finns listade i Catalogue of Life.